# Gösta Grähs

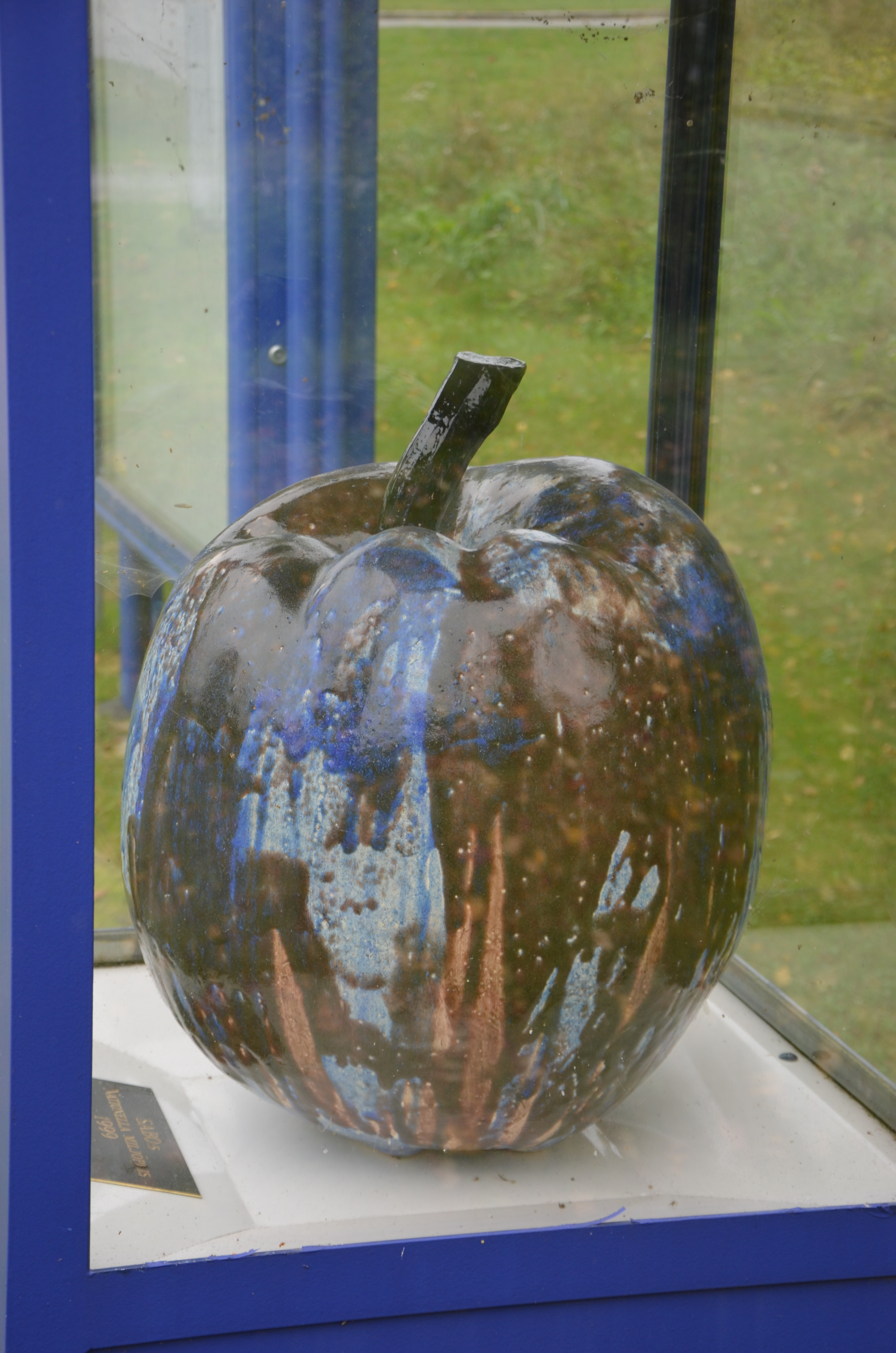
Det av Gösta Grähs utformade SABO:s nationella miljöpris 1999

Paul Gösta Grähs, född 2 juli 1938 i Degerfors, är en svensk keramiker och skulptör.
Gösta Grähs utbildade sig på Konstfack 1961-1965. Han var knuten till Rörstrands Porslinsfabrik 1982-1986 och arbetade då med konstgods samt med bruksföremål, bland annat med tekannor. Grähs är representerad vid bland annat Nationalmuseum i Stockholm  Röhsska museet och Örebro läns landsting.
Gösta Grähs är gift med keramikern Kerstin Hörnlund (född 1940).
| ”                                    | Gösta Grähs tänjer våra föreställningar om tekannan, lite pretentiöst skulle man kunna säga att han utmanar idén om tekannans princip. Ibland tillåter sig Gösta Grähs att helt bortse från funktionen och tekannan blir en skulptur. Gösta Grähs tekannor verkar i hela fältet mellan å ena sidan det stramt och avskalade bruksobjektet, utan all form av ornamentala inslag och å andra sidan det fria fabulerandet där viljan att berätta slår genom med full kraft. | „ |
| – Presentation av Röhska museet 2004 | |   |